# Tiras
Tiras era, secondo Genesi 10 e Cronache 1, l'ultimo figlio di Jafet, figlio di Noè.
Il nome è talvolta associato dagli studiosi con Teresh o Tursha, uno dei gruppi che costituivano i Popoli del Mare, una confederazione navale che terrorizzò l'Egitto e altri popoli del Mediterraneo intorno al 1200 a.C. Questi popoli del mare sono chiamati "Tursha" in un'iscrizione di Ramesse III e "Teresh" sulla Stele di Merneptah.
Alcuni altri studiosi associano Tiras con la Tracia o gli Etruschi. Nel 1838, lo studioso tedesco Johann Christian Friedrich Tuch suggerì di identificare Tiras con gli Etruschi - che, secondo fonti greche e romane come Erodoto (I, 94), avevano vissuto in Lidia come Tyrsenoi prima di emigrare in Italia già nell'VIII secolo a.C.

## Interpretazioni
Secondo il Libro dei Giubilei, l'eredità di Tiras consisteva in quattro grandi isole nell'oceano.
Flavio Giuseppe scrisse che Tiras divenne antenato dei "Thirasiani" (Traci) - un popolo "dai capelli di fiamma" (capelli rossi o biondi) secondo Senofane (Antichità degli ebrei, I, 6). Tiras o Tyras nell'antichità era anche il nome del fiume Dniestr e di una colonia greca situata vicino alla sua foce; gli abitanti nativi della regione circostante erano i Tyragetae. I Geti erano una delle componenti principali dei Traci (Erodoto 4.93, 5.3), che i Greci ritenevano discendessero dall'omonimo Trace.
Il geografo e filosofo greco Strabone (63 a.C. - 24 d.C.) contava ventidue gruppi etnici in tutta la Tracia. Le Storie di Erodoto hanno notato i Traci crobyziani (Hist. IV, 49), i Dolonci (VI, 34), i Brygi (VI, 45), i Sintii di Lemno (VII, 45), e altri collocati nelle valli del Nestus e dello Strymon (VII, 110): Paeti, Cicones, Bistones, Sapaei, Dersaei, Edoni e Satrae.
Movses Khorenatsi, storico armeno del V secolo, attribuiva al nipote di Tiras, Haik la fondazione della nazione armena. Secondo il trattato Yoma, nel Talmud, Tiras è l'antenato della Persia.
Lo storico persiano Muhammad ibn Jarir al-Tabari (c. 915) racconta una tradizione secondo cui Tiras ebbe un figlio di nome Batawil, le cui figlie Qarnabil, Bakht e Arsal divennero rispettivamente le mogli di Cush, Phut e Canaan.
Una raccolta ebraica medievale, le Cronache di Jerahmeel, oltre a citare lo Josippon come sopra, fornisce anche una tradizione separata dei figli di Tiras, nominandoli Maakh, Tabel, Bal'anah, Shampla, Meah ed Elash. Questo materiale fu in definitiva derivato da Pseudo-Filone (circa 75 d.C.), copie esistenti del quale elencano i figli di Tiras come Maac, Tabel, Ballana, Samplameac ed Elaz.
Un altro testo rabbinico medievale, il Libro di Jasher (7: 9) registra i figli di Tiras come Benib, Gera, Lupirion e Gilak, e in 10:14 afferma che Rushash, Cushni e Ongolis sono tra i suoi discendenti. Una collezione rabbinica precedente (950 d.C.), lo Josippon, afferma allo stesso modo che i discendenti di Tiras fossero i Rossi di Kiv, cioè Rus' di Kiev, elencandoli insieme ai presunti discendenti di suo fratello Meshech come "i Rossi, i Saqsni e gli Iglesusi".